# Kraven, a vadász (Marvel Comics)
Kraven, a vadász, valódi nevén Szergei Nikolaevich Kravinoff, (oroszul: Сергей Николаевич Кравинов) egy gonosz a Marvel Comics képregényeiben. A kitalált szereplőt Stan Lee és Steve Ditko alkotta meg. Első megjelenése az Amazing Fantasy 15. számában volt, 1964 augusztusában. Pókember nagy ellenfelei közé tartozik. A hálószövőn kívül még más hősökkel is összetűzésbe került, mint például a Fekete Párduc és Tigra. Kaméleon féltestvére, és a Baljós Hatos (Sinister Six) egyik alapító tagja.
Kraven első megjelenésekor, Pókembert "A legveszélyesebb játéknak" hívja. Ez egy utalás egy 1924-es, azonos című novellára, amelyben egy tábornok, és egyben vadász is, sportolás céljából emberre vadászik.
Kravent jellemzően egy olyan vadvadászként ábrázolják, akinek életcélja az, hogy legyőzze Pókembert, ezzel bebizonyítsa magának és a világnak hogy ő a legnagyobb vadász. Olykor túlságosan bízik saját képességeiben és ezekkel szívesen büszkélkedik is. Ellenfeleivel becsülettel küzd és egyenrangú félként kezeli. Kravent néha antihősként is ábrázolták és más hősökkel is összeállt már, pl Pókemberrel, az 1959-es Bosszúállókkal és Mókuslánnyal is.
Ikonikus köpenyét fiai, Aljosa és II. Szergej Kravinoff, valamint lánya, Ana Kravinoff is viselték.
A képregényekben való bemutatása óta a karakter számos videójátékban és animációs sorozatban feltűnt már. Élőszereplős formában Aaron Taylor-Johnson alakítja a Kraven, a vadász a Sony Pókember-univerzumához kapcsolódó filmben.

## Életrajz
Szergej Kravinoff (Сергей Кравинов) egy orosz arisztokrata fia, aki 1917-ben családjával az Egyesült Államokba menekült, miután az orosz nemességet megtizedelte a februári forradalom, majd II. Miklós cár uralma is összeomlott.
Kraven egy mániákus vadvadász, aki állandóan próbálja legyőzni Pókembert, ezzel bizonyítva hogy ő a világ legnagyobb vadásza. Általában íjat, nyílvesszőket használ, valamint puszta kézzel ejti el a veszélyes állatokat. Vannak elvei így tisztességesen vadászik a kiszemeltjére. Egy misztikus szérumot fogyaszt, hogy erősítse magát és lelassítsa az öregedését. Egy Gregor nevű titokzatos zsoldos képezte ki harcossá. Kraven egykor a vudu papnő, Calypso szeretője volt.
Egyszer összefog féltestvérével, Kaméleonnal, hogy legyőzze Pókembert. Kaméleon segítségével elcsalja Pókembert a Central Parkba, aki Kravennek álcázza magát, miközben az igazi Kraven lesből akar rátámadni. Kravennek sikerül egy mérgező nyíllal legyengítette Pókembert de végül mégis a hálószövő kerül ki győztesen. Ez számára igen frusztrálónak bizonyul, mert Kraven folyamatosan alábecsüli a szuperhős találékonyságát.
Kraven a Baljós Hatos alapító tagjává válik, amikor elfogadja Doktor Octopus ajánlatát, hogy hozzon létre egy csapatot a Pókember elleni küzdelemhez. A csapat első akciója hogy elkapják May nénit és Betty Brantet. Kraven három tigrissel megtámadja a Pókembert a Central Parkban. Pókember végül legyőzi a támadókat, és kideríti hol tartják fogva May nénit és Betty-t. Kiszabadításuk után a rendőrség letartóztatja Kravent és a csapat  többi tagját.
Amikor a Vadföldön tartózkodik, Kraven rátalál egy Gog nevú lényre,akit felhasznál a hely meghódítása érdekében. Az ide látogató Gwen Stacy-t elrabolják a helyi táborból táborból, majd megküzdenek Ka-Zarral és Pókemberrel. Ka-Zar Kravent, Pókember pedig Gogot győzi le.
- Vadföldː Egy földönkívüli lény, Nuwali által teremtett, rejtett trópusi föld a Antarktikán belül.
- Ka-Zarː Igazi neve, Kevin Plunder egy angol nemes. A Vadföld védelmezője.

## Kraven utolsó vadászata
Az 1987-ben megjelent képregény, Kraven végső harcát mutatja be Pókemberrel.

## The Gauntlet and Grim Hunt
A The Gauntlet and Grim Hunt 2009–2010 között megjelent képregény a Kraven utolsó vadászata történetet viszik tovább.
The Gauntletben Pókinak össze kellett csapnia néhány régi ellenségével, viszont azt nem vette észre, hogy ez egy nagy terv része és az egészet valaki háttérből irányította. Az cél az volt, hogy folyamatos csatákkal mind testileg, mind lelkileg is meggyengítsék főhősünket, hogy aztán könnyebben elbánhasson vele.
Grim Huntban a fentebb leírt cselekmény halad tovább, amiben Kraven felesége, Szása és a gyerekei, Pókember vérét felhasználva feltámasztották Kravent, hogy ismét teljes legyen a család.
A vadász azonban nem örült az új életnek, sőt miután rájött, hogy a vér, amit a feltámasztásához használtak nem is Petertől, hanem egy Kaine nevű klónjától származik, beképzelte magának hogy el van átkozva. Ezután megölte feleségét, Szását és fiát, Vlagyimirt. Lányát, Anát pedig rávette arra, hogy vadássza le, törvénytelen gyerekét, Aljosát, ezzel bizonyítva, hogy méltó arra, hogy a nyomdokaiba lépjen.

## The Unbeatable Squirrel Girl
Ebben a 2015. és 2019. között futott történetben Kraven mellékszereplőként tűnik fel. A feltámasztása miatt beképzelt átok megszüntetése érdekében próbál meg tenni lépéseket.

## Hunted
Ebben a 2019-es történetben derült ki, hogy Kraven 87 klónt rendelt magából az Evolúció Mesterétől, hogy azokat egymásnak eresztve végül csak egy maradjon közülük, akiből egy valódi örökös, Kraven utolsó fia válhat.
A történet végén Kraven újra felveszik Pókember ruháját hogy tisztelegjen a hős előtt de szerencsétlenségére a fentebb említett küzdelemből egyedüliként életben marad klónja megöli őt mert azt hiszi ő az igazi Pókember.

## Megjelenések a médiában

### Televízió
| Cím                                 | Magyar cím                      | Megjelenés éve | Eredeti hang   | Leírás |
| ----------------------------------- | ------------------------------- | -------------- | -------------- | --- |
| The Marvel Super Heroes             |                                 | 1966           | Chris Wiggins  | A karakter a Vasemberről szóló blokk egyik részében tűnik fel. |
| Spider-Man (1981)                   |                                 | 1981 - 1982    | Jack DeLeon    | Kraven szerepel az egyik részben. |
| Spider-Man and His Amazing Friends  |                                 | 1981 - 1983    | Robert Ridgely | Kraven ellenségként jelenik meg az egyik részben. |
| Spider-Man (1994)                   | Pókember (1994)                 | 1994 - 1998    | Gregg Berger   | A sorozatban nem ellenségként ábrázolják. Kraven eredetileg itt egy nemesi család nagyvadvadásza volt, aki megsebesült amikor szerelmét, Mariah Crawfordot védte az oroszlánoktól. Életének megmentése érdekében Crawford olyan szérumot adott be, amely meggyógyította, de közbe felerősítette érzékszerveit és fizikai képességeit. Ettől egyre állatiasabb és agresszívabb is lett. Crawforddal cégül sikeresen előállítja az ellenszert. |
| Spider-Man Unlimited                | Pókember határok nélkül         | 1999 - 2001    | Paul Dobson    | Ebben a változatban a karakter egy afro-amerikai zsoldos, hol az Evolúció Mesterének hol a vele szemben álló lázadóknak dolgozik attól függően, ki fizet többet. |
| Spider-Man: The New Animated Series | Pókember (2003)                 | 2003           | Michael Dorn   | Kraven feltűnik az egyik részben. |
| The Spectacular Spider-Man          | A Pókember legújabb kalandjai   | 2008 - 2009    | Eric Vesbit    | Ez a változat is egy vadász volt, de emberfeletti képességek nélkül. Később egy Miles Warren nevű ember segítségével szerzi meg a képességeit majd csatlakozik a A Baljós Hatoshoz. |
| Ultimate Spider-Man                 | A Pókember elképesztő kalandjai | 2012 - 2017    | Diedrich Bader | Ez a verzió a hagyományos vadászfegyverek csúcstechnológiás változatait és misztikus tárgyakat használ. |
| Spider-Man (2017)                   | Marvel Pókember                 | 2017 - 2020    | Troy Baker     | Kraven, itt egy kibernetikus robot jobb karral rendelkező vadász. |
| Avengers Assemble                   | Bosszúállók újra együtt         | 2013 - 2019    | Troy Baker     | A karakter megjelenik az egyik 2018-as epizódban. Kraven, a Marvel Pókember sorozathoz hasonlóan itt egy robot jobb karral rendelkező vadász. |

### Film
- Kraven, a Vadász lándzsája megjelenik a Sony Pictures, A csodálatos Pókember 2. című filmjének végén, azzal a szándékkal, hogy Kraven a következő filmekben, A Baljós Hatos és a A csodálatos Pókember 3-ban szerepelt volna, de végül ezeket a filmeket törölték. [6] [7]

- Ryan Coogler rendező elárulta, hogy eredetileg azt tervezte, hogy Kravent bevonja a MCU-ba azzal hogy feltűnik a Fekete Párduc filmjébe.[8]

- A Pókember: Nincs hazaút című filmben a karakter sziluettje megjelenik egy pillanatra.[9]

- Teljes élőszereplős változatban a 2024-es Kraven, a vadász filmben tűnik fel.

### Videójáték
A karakter bővelkedik a játékok megjelenése terén.
| Játék címe                       | Kiadás éve       | Platform | Eredeti hang                            | Leírás                                                                       |
| -------------------------------- | ---------------- | --- | --------------------------------------- | ---------------------------------------------------------------------------- |
| Spider-Man 2: The Sinister Six   | 2001             | Game Boy Color |                                         | A Baljós Hatos (Sinister Six) tagjaként valamint főellenségként jelenik meg. |
| Spider-Man 2                     | 2002             | PlayStation 2, GameCube, Xbox, Windows, Game Boy Advance                                                           | Peter Lurie                             | Főellenségként jelenik meg.                                                  |
| Spider-Man 3                     | 2003             | PlayStation 2, PlayStation 3,GameCube, Xbox 360, Windows, Game Boy Advance, Wii, Nintendo DS, PlayStation Portable | Neil Kaplan                             | Főellenségként jelenik meg.                                                  |
| Spider-Man: Web of Shadows       | 2008             | PS 2, PS 3, Xbox 360, Windows, Wii, Nintendo DS, PlayStation Portable                                              | Dwight Schultz                          | Főellenségként jelenik meg a játék PS2 és PSP változatában.                  |
| Spider-Man: Shattered Dimensions | 2010             | Nintendo DS, PlayStation 3, Wii, Xbox 360, Microsoft Windows                                                       | Jim Cummings                            | Főellenségként jelenik meg.                                                  |
| Marvel Avengers Alliance         | 2012             | Facebook, iOS, Android                                                                                             |                                         | A Sinister Six tagjaként jelenik meg.                                        |
| Lego Marvel Super Heroes         | 2013             | Windows, macOS, PlayStation 3, PlayStation 4, Xbox 360, Xbox One, Nintendo Switch, Wii U                           | JB Blanc                                | Játszható karakterként jelenik meg.                                          |
| The Amazing Spider-Man 2         | 2014             | Windows, PlayStation 3, PlayStation 4, Xbox 360, Xbox One, Nintendo 3DS, Wii U, Android, iOS                       | Steve Blum (konzol) Nolan North (mobil) | Főellenségként jelenik meg.                                                  |
| Marvel Heroes sorozat            | 2013             | Windows, MacOS |                                         | A karakter csak feltűnik a játékban.                                         |
| Marvel: Future Fight             | 2015             | iOS, Android |                                         | Játszható karakterként a Sinister Six tagjaként jelenik meg.                 |
| Marvel Puzzle Quest              | 2013, 2015, 2016 | iOS/Android/Windows (2013), PS3/PS4/Xbox 360 (2015), Xbox One/ Kindle (2016),                                      |                                         | Játszható karakterként és főellenségként jelenik meg.                        |
| Marvel's Spider-Man 2            | 2023, 2025       | PS5 (2023) Windows (2025)                                                                                          | Jim Pirri                               | Főellenségként jelenik meg.                                                  |